# Primocerus
Primocerus (лат.) — род жуков-водолюбов подсемейства из Acidocerinae (Hydrophilidae). 9 видов.

## Распространение
Неотропика: Бразилия, Венесуэла, Гайана, Суринам.

## Описание
Жуки-водолюбы мелких размеров, длина тела от 2,4 до 4,9 мм. В усиках 8 члеников. Формула лапок равна 5-5-5. Тело вытянуто-овальное, в целом умеренно выпуклое. Цвет тела оранжево-коричневый. Глаза от маленьких до умеренных, редко очень маленькие, без выемки спереди, обычно выступающие из контура головы. Наличник трапециевидный, с широким и округло выемчатым передним краем. Среды обитания, занимаемые представителями Primocerus, варьируются от лесных бассейнов до ручьёв.

## Классификация
В составе Primocerus описано 9 видов. Включён в состав родовой группы Primocerus group.
- Primocerus cuspidis Girón & Short, 2019
- Primocerus gigas Girón & Short, 2019
- Primocerus maipure Girón & Short, 2019
- Primocerus neutrum Girón & Short, 2019
- Primocerus ocellatus Girón & Short, 2019
- Primocerus petilus Girón & Short, 2019
- Primocerus pijiguaense Girón & Short, 2019
- Primocerus semipubescens Girón & Short, 2019
- Primocerus striatolatus Girón & Short, 2019